# Leigh Whannell
Leigh Whannell (Melbourne, 17 gennaio 1977) è uno sceneggiatore, produttore cinematografico, attore e regista australiano.
È famoso soprattutto per aver creato insieme a James Wan le saghe di Saw e Insidious.

## Biografia
Scrittore fin dall'infanzia, Whannell ha lavorato come reporter e critico cinematografico per molti show televisivi australiani, fra cui Recovery. Inoltre, ha ottenuto un piccolo ruolo in Matrix Reloaded e nel gioco Enter the Matrix, nei panni di Axel.
Ha incontrato James Wan presso la scuola di cinema nella quale ha studiato e ha scritto con lui la sceneggiatura per Saw - L'enigmista, di cui Wan è stato anche il regista: nei primi mesi del 2004 fu girato un cortometraggio che mostrasse le potenzialità della sceneggiatura e il film vero e proprio è stato girato solo a fine 2004. Nel primo capitolo della saga Whannell interpreta uno dei protagonisti, Adam, e il successo della pellicola portò a un sequel, sceneggiato a partire da uno scritto originale di Darren Lynn Bousman, The Desperate. Al sequel Whannell ha anche collaborato come produttore esecutivo, mentre Bousman si è occupato della regia.
Nello stesso periodo, Whannell incontra ancora una volta James Wan e scrivono insieme un film che chiamano Silence, diretto da Wan: pronto per il 2006, per problemi con il titolo il film esce a marzo 2007 con il titolo di Dead Silence. Nel 2006 Whannell e Wan scrivono anche il soggetto per Saw III - L'enigma senza fine e Whannell si occupa della sceneggiatura per la terza volta, oltre a recitare un piccolo cameo nei panni di Adam. Il film viene ancora una volta diretto da Bousman ed esce il 27 ottobre 2006, riscuotendo un enorme successo al botteghino. Nel 2007 Wan ha deciso di girare Death Sentence, in cui Whannell ha un piccolo ruolo come "Spink".

## Filmografia

### Attore

#### Cinema
- Matrix Reloaded (The Matrix Reloaded), regia di Andy e Larry Wachowski (2003)
- Saw, regia di James Wan (2003) - cortometraggio
- One Perfect Day, regia di Paul Currie (2004)
- Saw - L'enigmista (Saw), regia di James Wan (2004)
- Saw III - L'enigma senza fine (Saw III), regia di Darren Lynn Bousman (2006)
- Death Sentence, regia di James Wan (2007)
- Insidious, regia di James Wan (2010)
- Saw 3D - Il capitolo finale (Saw 3D), regia di Kevin Greutert (2010)
- Crush, regia di Malik Bader (2013)
- Oltre i confini del male - Insidious 2 (Insidious: Chapter 2), regia di James Wan (2013)
- Cooties, regia di Jonathan Milott e Cary Murnion (2014)
- Insidious 3 - L'inizio (Insidious: Chapter 3), regia di Leigh Whannell (2015)
- Keep Watching, regia di Sean Carter (2016)
- The Bye Bye Man, regia di Stacy Title (2017)
- Insidious - L'ultima chiave (Insidious: The Last Key), regia di Adam Robitel (2018)
- Aquaman, regia di James Wan (2018)

#### Televisione
- Neighbours – serie TV, 2 episodi (1996)
- Blue Heelers - Poliziotti con il cuore (Blue Heelers) – serie TV, 2 episodi (1999-2000)
- Lavalantula, regia di Mike Mendez – film TV (2015)

### Sceneggiatore
- Saw - L'enigmista (Saw), regia di James Wan (2004)
- Saw II - La soluzione dell'enigma (Saw II), regia di Darren Lynn Bousman (2005)
- Saw III - L'enigma senza fine (Saw III), regia di Darren Lynn Bousman (2006)
- Dead Silence, regia di James Wan (2007)
- Insidious, regia di James Wan (2010)
- Oltre i confini del male - Insidious 2 (Insidious: Chapter 2), regia di James Wan (2013)
- Insidious 3 - L'inizio (Insidious: Chapter 3), regia di Leigh Whannell (2015)
- Insidious - L'ultima chiave (Insidious: The Last Key), regia di Adam Robitel (2018)
- Upgrade, regia di Leigh Whannell (2018)
- L'uomo invisibile (The Invisible Man), regia di Leigh Whannell (2020)
- Wolf man, regia di Leigh Whannell (2025)

### Produttore
- Saw II - La soluzione dell'enigma (Saw II), regia di Darren Lynn Bousman (2005)
- Saw III - L'enigma senza fine (Saw III), regia di Darren Lynn Bousman (2006)
- Saw IV, regia di Darren Lynn Bousman (2007)
- Saw V, regia di David Hackl (2008)
- Saw VI, regia di Kevin Greutert (2009)
- Saw 3D - Il capitolo finale (Saw 3D), regia di Kevin Greutert (2010)
- Saw Legacy (Jigsaw), regia di Michael e Peter Spierig (2017)
- Upgrade, regia di Leigh Whannell (2018)
- L'uomo invisibile (The Invisible Man), regia di Leigh Whannell (2020)
- Spiral - L'eredità di Saw (Spiral: From the Book of Saw), regia di Darren Lynn Bousman (2021)

### Regista
- Insidious 3 - L'inizio (Insidious: Chapter 3) (2015)
- Upgrade (2018)
- L'uomo invisibile (The Invisible Man) (2020)
- Wolf Man (2025)

### Doppiatore
- Il regno di Ga'Hoole - La leggenda dei guardiani (Legend of the Guardians: The Owls of Ga'Hoole), regia di Zack Snyder (2010)

## Doppiatori italiani
Nelle versioni in italiano dei suoi film, è stato doppiato da:
- Fabrizio Manfredi in Saw - L'enigmista, Saw II - La soluzione dell'enigma, Saw 3D - Il capitolo finale, Insidious, Oltre i confini del male: Insidious 2, Insidious 3 - L'inizio, Insidious - L'ultima chiave, Insidious - La porta rossa
- Mauro Gravina in Death Sentence
- Alessandro Quarta in The Bye Bye Man
- Sacha De Toni in Aquaman
- Gabriele Lopez in Crush

Come doppiatore, la sua voce è sostituita da:
- Luigi Ferraro ne Il regno di Ga'Hoole - La leggenda dei guardiani